# Most Čobanija
Most Čobanija je most, který stojí v hlavním městě Bosny a Hercegoviny, Sarajevu. Překonává řeku Miljacka v blízkosti stejnojmenné mešity a sarajevského národního divadla. Je dlouhý cca 30 m a probíhá v severo-jižním směru. Má nýtovanou konstrukci a je obloukový.
Původně se zde nacházel starší dřevěný most, mezi místními známý jako Šejhanija/Šejtanija, který byl postaven v roce 1557 jako historicky čtvrtý v Sarajevu. Lidový název (doslova satanův most) odkazuje na povodeň, která jej strhla nedlouho po jeho dokončení a nezbytnosti přestavby. Název Čobanija pochází od jeho donátora, Čobana Hasana Vojvody, který zaplatil jeho vznik.
Most tvoří ocelová konstrukce, která byla umístěna na toto místo v roce 1887, během rakousko-uherské správy nad Bosnou a Hercegovinou. Důvodem náhrady byly regulační práce koryta řeky Miljacky, které koryto do jisté míry posunuly, což znamenalo potřebu kompletní výměny některých mostů, včetně tohoto. Byl však chybně spočítán a zhroutil se, současná opraven byl o rok později.